# Përmet
Përmet er en by  i præfekturet Gjirokastër i det centrale Albanien med 5.945(2011) indbyggere. Den var tidligere administrationscentrum i det nu nedlagte distrikt Përmet. Byen har en fodboldklub ved navn FK Përmeti.